# Tack (musikalbum)
Tack är det tredje soloalbumet av den svenske artisten Olle Ljungström. Skivan släpptes i oktober 1995. Skivan producerades av Dan Sundquist. Sundquist hade känt Ljungström sedan deras tid tillsammans i gruppen Reeperbahn åren 1977-82.
Låtarna "Överallt," "Norrländska präriens gudinna," "Bara himlen ser på" samt "Som du" släpptes som singlar.
Det var Ljungströms första album som släpptes hos Warner Music, efter att Warner köpt upp det oberoende skivbolaget Telegram. Namnet Telegram användes dock fortfarande på CD-skivan.

## Produktion
Materialet på Tack började skrivas på nyåret 1995. Ljungströms två föregående soloskivor, Olle Ljungström och Världens räddaste man, hade inte sålt så många exemplar som man hoppats på, så tanken med Tack lär ha varit att göra en mer lättillgänglig skiva. Låtarna spelades in hos MNW, Cosmos, Atlantis och Neptunus i Stockholm under producent Dan Sundquists regi. Vid sommarens slut 1995 var skivan så gott som färdig.
Ljungström skrev själv alla texter förutom coverlåten "Bara himlen ser på." Heinz Liljedahl hade ansvaret för nästan all musik den här gången, även om Ljungström, efter egen utsago, också "petade . . . en del i musiken." Ljungström sa sig mycket nöjd med skivan vid släppet oktober 1995, men i en intervju många år senare uttalade han att han inte var så "förtjust" i Tack: "Den kändes som ett försök att göra någon slags radiovariant av det jag gjorde under den här perioden," sa han.

## Mottagande
Tack mottog nästan uteslutande positiva recensioner. I Göteborgs-Posten fick skivan högsta betyg, 5/5, och recensenten ansåg att Ljungström för närvarande skrev "landets bästa poptexter." Aftonbladet gav skivan näst högsta betyg, 4/5, med motiveringen att den höll "lika hög klass rakt igenom." Även i Expressen och GT fick Tack 4/5 i betyg.
I tidningen Pop fick skivan 7/10.
Rockbjörnen nominerade Ljungström i kategorin "Årets textförfattare" för skivan, och han vann i kategorin "Årets manliga svenska artist" det året. På albumlistan nådde den som högst plats 8.

## Låtlista
Alla låtar komponerade av Olle Ljungström och Heinz Liljedahl, förutom spår 3 som är en cover på en låt av Eric Gadd.
1. "Överallt" - 3:23
2. "Norrländska präriens gudinna" - 4:03
3. "Bara himlen ser på" - 5:12
4. "Bara på lek" - 3:25
5. "Hjärta, lust & smärta" - 4:25
6. "La la la" - 3:28
7. "Du borde vant dig nu" - 3:28
8. "Som du" - 5:18
9. "Sången är till dig" - 4:08
10. "Vem kan man lita på?" - 3:46
11. "Bambi" - 4:11
12. "Vad händer med oss" - 3:50

## Medverkande
- Olle Ljungström - sång
- Heinz Liljedahl - gitarrer, körer, percussion, tamburin
- Lars Halapi - gitarrer, pedal steelguitar, piano
- Jerker Odelholm - bas
- Peter Korhonen - trummor, percussion

- Dan Sundquist - körer, el-piano, synthesizers
- Peter "Texas" Johansson - baryton- och teonsaxofon
- Fredrik Ljungkvist - teonsaxofon
- Mats Asplén - orgel

Stråkar: S.R.S.O., S.N.Y.K.O. och Drottningholms K.O. orkestrerade och dirigerade av Mats Holmqvist

## Listplaceringar
| Lista (1995) | Topplacering |
| ------------ | ------------ |
| Sverige      | 8            |

### Fotnoter
1. ↑  https://www.discogs.com/artist/75666-Olle-Ljungström
2. ↑  Lahger, Håkan (2014). "Vacker, vass och vek - Intervjuer med Olle Ljungström 1993-1995". sid. 28
3. 1 2 3  Lahger, Håkan (2014). "Vacker, vass och vek - Intervjuer med Olle Ljungström 1993-1995". sid. 25-40
4. ↑  Tack (1995), medföljande texthäfte till CD-skiva, s. 11.
5. 1 2  Göteborgs-Posten, 21 oktober 1995. Läst 14 november 2019.
6. ↑  Musiktidningen Sonic, nr. 65, Vintern 2012, s. 74. Hämtad 14 november 2019.
7. ↑  Göteborgs-Posten, 20 oktober 1995. Läst 11 oktober 2019.
8. ↑  http://wwwc.aftonbladet.se/puls/musik/arkiv_l.html
9. ↑  Expressen, 20 oktober 1995, s. 38. Läst 6 december 2017.
10. ↑  Göteborgs-Tidningen, 20 oktober 1995. Läst 10 april 2020.
11. ↑  ”Album: OLLE LJUNGSTRÖM – Tack”. POP (#15). https://popviminns.wordpress.com/2011/06/02/album-olle-ljungstrom-tack/.
12. ↑  Svenska Dagbladet, 20 februari 1996, s. 5.
13. ↑  Tack (1995), texthäfte medföljande CD-skivan.
14. ↑  ”Hitparad”. http://hitparad.se/showitem.asp?interpret=Olle+Ljungstr%F6m&titel=Tack&cat=a. Läst 26 januari 2013.